# Leiophron raddei
Leiophron raddei är en stekelart som beskrevs av Sergey A. Belokobylskij 1993. Leiophron raddei ingår i släktet Leiophron och familjen bracksteklar. Inga underarter finns listade i Catalogue of Life.